# 艾莎的海
艾莎的海（羅馬化：Okean Elzy）是一支乌克兰摇滚乐队。樂隊于1994年在乌克兰利沃夫成立。乐队的主唱是斯維亞托斯拉夫·瓦卡爾丘克。2007年4月，艾莎的海荣获FUZZ杂志獎項“最佳摇滚表演奖”。